# Conophytum hammeri
Conophytum hammeri är en isörtsväxtart som beskrevs av G. Williamson och H. C. Kennedy. Conophytum hammeri ingår i släktet Conophytum, och familjen isörtsväxter. Inga underarter finns listade i Catalogue of Life.